# インターネットポルノ中毒 やめられない脳と中毒の科学
『インターネットポルノ中毒 やめられない脳と中毒の科学』（インターネットポルノちゅうどく やめられないのうとちゅうどくのかがく）は、ゲーリー・ウィルソンが執筆した『Your Brain on Porn: Internet Pornography and the Emerging Science of Addiction』の日本語訳版であり、ポルノグラフィの弊害・有害性を主張する本。2021年3月31日に出版された。